# Kaburé Esporte Clube
El Kaburé Esporte Clube es un equipo de fútbol de Brasil que juega en el Campeonato Tocantinense de Segunda División, la segunda categoría del estado de Tocantins.

## Historia
Fue fundado el 5 de enero de 1985 en el municipio de Colinas do Tocantins luego de una reunión en la que eligieron a Ewaldo Borges de Resende como su primer presidente.
Fue uno de los equipos fundadores del Campeonato Tocantinense en 1989, del cual fue el primer campeón estatal, logrando también ganar la edición de 1991, pero ambas ediciones no son reconocidas por la federación estatal al haber sido cuando el campeonato estatal era de categoría aficionada.
Fue uno de los que participaron en la primera edición del Campeonato Tocantinense como liga profesional en 1993 en el que terminó en cuarto lugar. En ese año fue campeón de la Copa Tocantins, por lo que fue el primer equipo del estado de Tocantins en participar en la Copa de Brasil de 1994.
En la Copa de Brasil de 1994 elimina en la primera ronda 2-1 al América Mineiro del estado de Minas Gerais, pero es eliminado en la segunda ronda 0-4 por el Esporte Clube Comercial del estado de Mato Grosso del Sur. En ese año vuelve a ganar la copa estatal y logra la clasificación a la Copa de Brasil y por primera vez al Campeonato Brasileño de Serie C de 1995.
En la tercera división nacional termina eliminado en la primera ronda al terminar en último lugar de su zona entre tres equipos finalizando en el lugar 86 entre 107 equipos; mientras que en la Copa de Brasil de ese año elimina en la primera ronda 2-0 al Maranhão Atlético Clube del estado de Maranhao, pero es eliminado en la segunda ronda por el CR Flamengo de Río de Janeiro perdiendo ambos partidos por 0-1 y 0-8, el mayor resultado que hubo en esa edición de la copa nacional.
En 1996 pierde la final del Campeonato Tocantinense ante el Gurupi EC, aunque logra clasificar nuevamente al Campeonato Brasileño de Serie C en ese año, donde es eliminado en la primera ronda al terminar en último lugar en su zona, finalizando en el lugar 49 entre 58 equipos. Ese año gana la Copa Tocantins por tercera vez, logrando la clasificación a la Copa de Brasil de 1997.
En 1997 es eliminado en la primera ronda de la Copa de Brasil 1-9 por el Portuguesa Santista del estado de Sao Paulo, donde recibió la mayor goleada en esa edición de la copa nacional al perder 0-8 en su visita al estado de Sao Paulo.
El club no juega en el Campeonato Tocantinense desde que descendió en 2009, y desde entonces juega en la segunda división estatal.

## Palmarés
- Campeonato Tocantinense: 2

1989, 1991
- Copa Tocantins: 3

1993, 1994,1996